# Ángel Cabrera (Golfspieler)
Ángel Cabrera (* 12. September 1969 in Villa Allende, Córdoba, Argentinien) ist ein argentinischer Profigolfer, der hauptsächlich auf der PGA Tour spielt. Sein Spitzname ist "El Pato", die Ente. Der Longhitter ist zweifacher Major-Sieger. Im Juli 2021 wurde er wegen häuslicher Gewalt zu zwei Jahren Gefängnis verurteilt.

## Leben
Cabrera arbeitete zunächst als Caddy im Golfklub seines berühmten Landsmannes Eduardo Romero, seinem späteren Mentor. Im Alter von 20 Jahren wurde er Berufsgolfer und versuchte sich dreimal vergeblich für die European Tour zu qualifizieren. Mit der finanziellen Unterstützung von Eduardo Romero probierte es Cabrera 1995 ein viertes Mal und schaffte es. Danach etablierte er sich auf der Tour mit drei Siegen und verbesserte sein Ranking stetig, bis er 2005 als Fünfter der Geldrangliste abschloss.
2006 konnte Cabrera beim The Masters in Augusta, Georgia, einen beachtlichen 8. Platz erreichen. Seit der Saison 2007 spielt er hauptsächlich auf der nordamerikanischen PGA Tour. Im Juni 2007 gewann Cabrera mit der US Open sein erstes Major und war damit der erste Argentinier, der dieses bedeutende Turnier für sich entschied.
Im Oktober 2007 wurde ihm die Honorary Life Membership of The European Tour zuerkannt und am Ende jenes Jahres wurde er in seinem Heimatland zum Sportler des Jahres gekürt.
Im April 2009 sicherte er sich im Playoff mit dem Sieg im The Masters seinen zweiten Major-Titel. Auch dieses Turnier wurde zuvor von keinem Argentinier gewonnen.
Im Jahre 2013 gelang es Cabrera fast erneut, das Masters für sich zu entscheiden. Erst am zweiten Extra-Loch unterlag er im Stechen dem Australier Adam Scott.
Angel Cabrera vertrat sein Land, gemeinsam mit Eduardo Romero von 1998 bis 2005 kontinuierlich beim World Cup und wurde 2005, 2007, 2009 und 2013 ins Internationale Team beim Presidents Cup einberufen.

## European Tour Siege
- 2001: Open de Argentina (damals ein European Tour Event)
- 2002: Benson & Hedges International Open
- 2005: BMW Championship

## PGA Tour Siege
- 2007: US Open (zählt auch zur European Tour)
- 2009: The Masters (zählt auch zur European Tour)
- 2014: Greenbrier Classic

Majors fett gedruckt!

## Resultate in Major Championships
| Turnier               | 1997 | 1998 | 1999 | 2000 | 2001 | 2002 | 2003 | 2004 | 2005 | 2006 | 2007 | 2008 | 2009 | 2010 | 2011 | 2012 | 2013 | 2014 | 2015 | 2016 | 2017 | 2018 |
| --------------------- | ---- | ---- | ---- | ---- | ---- | ---- | ---- | ---- | ---- | ---- | ---- | ---- | ---- | ---- | ---- | ---- | ---- | ---- | ---- | ---- | ---- | ---- |
| The Masters           | DNP  | DNP  | DNP  | CUT  | T10  | T9   | T15  | CUT  | CUT  | T8   | T37  | T25  | 1    | T18  | 7    | T32  | 2    | CUT  | T22  | T24  | CUT  | CUT  |
| U.S. Open             | DNP  | DNP  | DNP  | T37  | T7   | T66  | T35  | 16   | T33  | T26  | 1    | CUT  | T54  | T22  | CUT  | T46  | CUT  | CUT  | T64  | T37  | CUT  | DNP  |
| The Open Championship | T51  | DNP  | T4   | CUT  | CUT  | CUT  | T22  | DNP  | CUT  | 7    | 34   | CUT  | T24  | CUT  | CUT  | CUT  | T11  | T19  | DNP  | DNP  | DNP  | DNP  |
| PGA Championship      | DNP  | DNP  | T41  | T19  | T37  | T48  | T45  | CUT  | DNP  | CUT  | CUT  | T20  | T63  | CUT  | CUT  | CUT  | CUT  | WD   | DNP  | DNP  | DNP  | DNP  |

| Turnier               | 2019 | 2020 | 2021 | 2022 | 2023 | 2024 | 2025 |
| --------------------- | ---- | ---- | ---- | ---- | ---- | ---- | ---- |
| The Masters           | CUT  | DNP  | DNP  | DNP  | DNP  | DNP  | CUT  |
| PGA Championship      | DNP  | DNP  | DNP  | DNP  | DNP  | DNP  |      |
| US Open               | DNP  | DNP  | DNP  | DNP  | DNP  | DNP  |      |
| The Open Championship | DNP  | DNP  | DNP  | DNP  | DNP  | DNP  |      |

LA= Bester Amateur

DNP = nicht teilgenommen

CUT = Cut nicht geschafft

"T" geteilte Platzierung

KT = Kein Turnier (Ausfall wegen Covid-19)

Grüner Hintergrund für Sieg

Gelber Hintergrund für Top 10.

## Andere Turniersiege
- 1991: San Diego Grand Prix (Argentinien)
- 1992: Abierto Norpatagonico (Argentinien)
- 1994: Villa Gessel Grand Prix, Abierto del Sur, Abierto del Centro, Nautico Hacoaj Grand Prix (alle Argentinien)
- 1995: Paraguay Open,  El Rodeo Open (Kolumbien), Abierto del Litoral (Argentinien)
- 1996: Volvo Masters of Latin America (Brasilien), Abierto del Sur (Argentinien), Abierto de Santiago Del Estero (Argentinien), Viña del Mar Open (Chile)
- 1997: Abierto del Centro (Argentinien)
- 1998: Brazil Open, Argentine PGA Championship
- 1999: Brazil Open, Torneo de Maestros (Argentinien)
- 2000: Abierto del Centro, Bariloche Match Play (Argentinien)
- 2001: Torneo de Maestros Telefonica (Argentinien)
- 2002: Argentine Open, Argentine PGA Championship
- 2004: Abierto del sur de Argentina
- 2005: 18th Torneo de Maestros Copa Personal, 74th Abierto de Centro, 39th Abierto de Norte (alle Argentinien)
- 2006: Abierto del Centro (Argentinien)
- 2007: 20th Torneo de Maestros Copa Personal (Argentinien), 76th Abierto Visa del Centro (Argentinien), PGA Grand Slam of Golf, Barclays Singapore Open (Asian Tour)
- 2008: Cordoba PGA Championship (Argentinien)
- 2009: Angel Cabrera Tour 2nd Tournament (Argentinien), Gary Player Invitational (Südafrika, mit Tony Johnstone)
- 2012: Euromayor Cabrera Classic (Argentinien), Visa Open de Argentina
- 2013: Abierto del Centro (Argentinien)

## Teilnahmen bei Teamwettbewerben
- Alfred Dunhill Cup (für Argentinien): 1997, 1998, 2000
- World Cup (für Argentinien): 1998, 1999, 2000, 2001, 2002, 2003, 2004, 2005
- Presidents Cup (im Internationalen Team): 2005, 2007, 2009, 2013